# Carpathonesticus avrigensis
Espèce
Carpathonesticus avrigensis est une espèce d'araignées aranéomorphes de la famille des Nesticidae.

## Distribution
Cette espèce est endémique de Roumanie.

## Publication originale
- Weiss & Heimer, 1982 : Zwei neue Carpathonesticus-Arten aus Rumänien nebst Betrachtungen über Kopulationsmechanismen und deren Evolution (Arachnida, Araneae, Nesticidae). Reichenbachia, vol. 20, p. 167-174.